# Стара река (горен приток на Марица)
Вижте пояснителната страница за други значения на Стара река.
Стара река (Чавча, Костенецка река) е река в Южна България— Софийска област, община Костенец и Област Пазарджик, община Белово, десен приток на Марица. Дължината ѝ е 27 km.
Стара река извира под името Айряндере от 2300 м н.в., от циркуса, разположен между върховете Ибър (2663 м) на запад и Сивричал (2641 м) на изток в Източна Рила. Реката отводнява северните склонове на Североизточния дял на Рила. В началото тече на север в тясна и дълбока долина. Южно от връх Сиврикая (1972 м) завива на изток и носи името Чавча. След вливането на десния ѝ приток река Крайна завива на североизток и навлиза в тесен скалист пролом вече под името Стара, или Костенецка река. Малко над летовището "Костенец" образува красивия Костенецки водопад. След село Костенец навлиза в Горнобанско-костенецкото поле, постепенно завива на изток и изток-югоизток и на 800 м северно от село Габровица, община Белово се влива отдясно в река Марица на 452 м н.в.
Площта на водосборния басейн на реката е 91 км2, което представлява 0,17% от водосборния басейн на Марица.
Основни притоци: → ляв приток, ← десен приток
- ← Шиваровото дере
- ← Ходжовица
- ← Крайна река
- → Черномех
- ← Плешиица
- ← Рибница (най-голям приток)

Реката е със снежно-дъждовно подхранване, като максимумът е в периода май-юни, а минимумът – февруари. Среден годишен отток при летовището "Костенец" – 1,05 m3/s.
По течението на реката в Община Костенец е разположено село Костенец.
Част от водите на реката в горното ѝ течение са включени в каскадата „Белмекен-Сестримо“, а в Долнобанско-Костенецкото поле се използват за напояване.

## Топографска карта
- Лист от карта K-34-72. Мащаб: 1 : 100 000.